# Myriophyllum verrucosum
Myriophyllum verrucosum är en slingeväxtart som beskrevs av John Lindley. Myriophyllum verrucosum ingår i släktet slingor, och familjen slingeväxter. Inga underarter finns listade i Catalogue of Life.